# Parastypiura pulchripennis
Parastypiura pulchripennis är en stekelart som först beskrevs av William Harris Ashmead 1904.  Parastypiura pulchripennis ingår i släktet Parastypiura och familjen bredlårsteklar. Inga underarter finns listade i Catalogue of Life.